# Thecla pallida
Thecla pallida är en fjärilsart som beskrevs av Abel Dufrane 1939. Thecla pallida ingår i släktet Thecla och familjen juvelvingar. Inga underarter finns listade i Catalogue of Life.